# Trirhabda viridicyanea
Trirhabda viridicyanea es una especie de insecto coleóptero de la familia Chrysomelidae.

## Descripción
Fue descrita científicamente en 1931 por Blake.